# Fiordland-Nationalpark
Der Fiordland-Nationalpark ist mit über 12.500 km² Fläche der größte Nationalpark Neuseelands. Er umfasst den größten Teil Fiordlands, die gebirgige Südwestspitze der Südinsel, die an der Westküste von Fjorden wie dem Milford Sound/Piopiotahi und dem Doubtful Sound/Patea, im Osten von weitverzweigten Seen geprägt ist.
Gemeinsam mit dem Westland-, dem Mount-Cook-, dem Mount-Aspiring-Nationalpark und kleineren Schutzzonen bildet der Fiordland-Nationalpark die Te Wahipounamu World Heritage Area. Er wurde 1952 eingerichtet und ist bis heute der unzugänglichste Teil Neuseelands. Der Nationalpark gehört seit 1986 zum Weltnaturerbe der UNESCO. Besonders die Fjorde sind wichtige Ziele des neuseeländischen Tourismus.
Die bis zu 2723 Meter hohen Berge des Parks sind bis zur Baumgrenze von gemäßigtem Regenwald bedeckt, da die Westseite der Gipfelkette zu den regenreichsten Gebieten der Erde gehört. Die überwiegend aus Scheinbuchen bestehende Flora steht meist auf einer nur dünnen Erdschicht, weshalb Baum- und Gerölllawinen häufig sind.
In Fiordland leben zahlreiche neuseeländische Vogelarten. Er dient dem Südinseltakahe als Rückzugsgebiet, die letzten Kakapos lebten im Park, bis sie zu ihrem Schutz auf eine Insel vor der Küste gebracht wurden. In den Fjorden leben unter anderem Dickschnabelpinguine und Neuseeländische Seebären.
Die im Park liegenden Seen sind sowohl die tiefsten Neuseelands als auch die flächengrößten der Südinsel. Am Lake Manapouri liegt ein Kavernenkraftwerk, dessen Einrichtung zur ersten großen organisierten Umweltbewegung Neuseelands führte.

## Geographie

### Geologie
Der Fiordland-Nationalpark beginnt im Norden an der Martins Bay und reicht bis zum Waitutu Forest im Süden. Im Westen begrenzt ihn die Tasmansee und im Osten verläuft seine Grenze entlang einer Kette großer, glazial geprägter Seen. Zum Park gehören mehrere Inseln, von denen die größeren Breaksea Island, Outer Gilbert Island, und Entry Island sind. Die bekannteren Secretary Island und Resolution Island liegen ebenfalls vor der Küste, sind aber nicht Teil des Nationalparks.

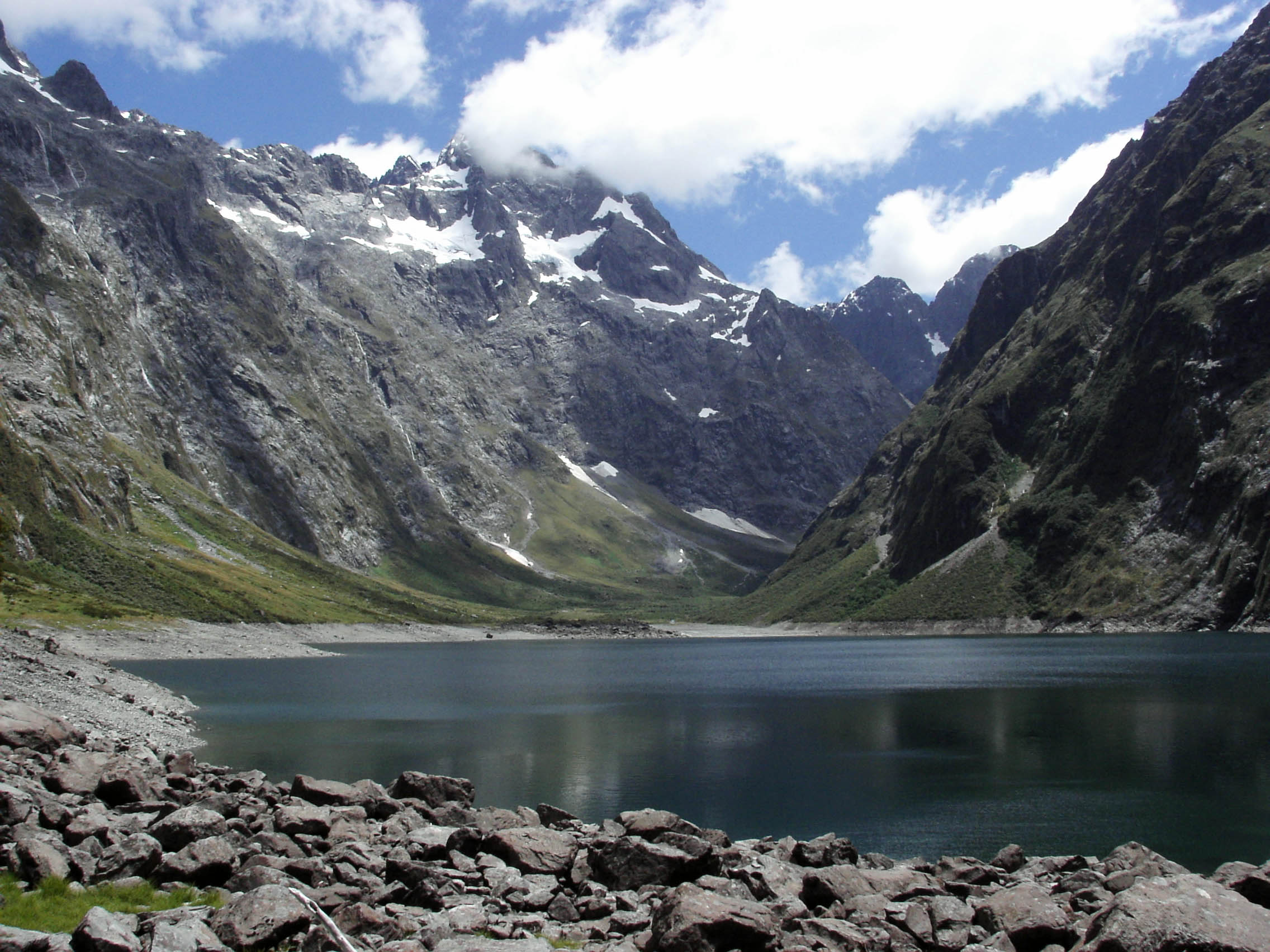
Lake Marian in den neuseeländischen Alpen

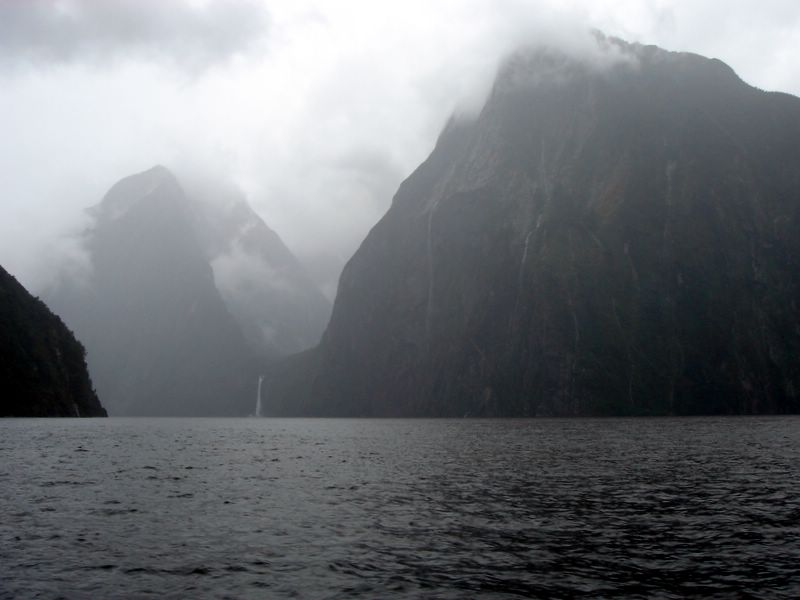
Milford Sound/Piopiotahi bei typischem Wetter

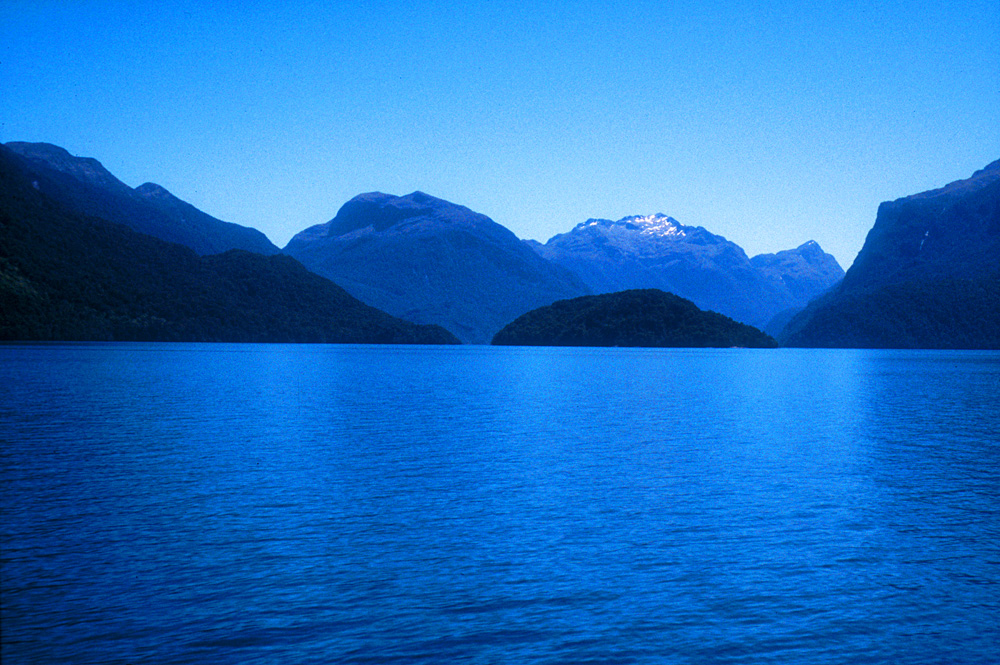
Lake Te Anau

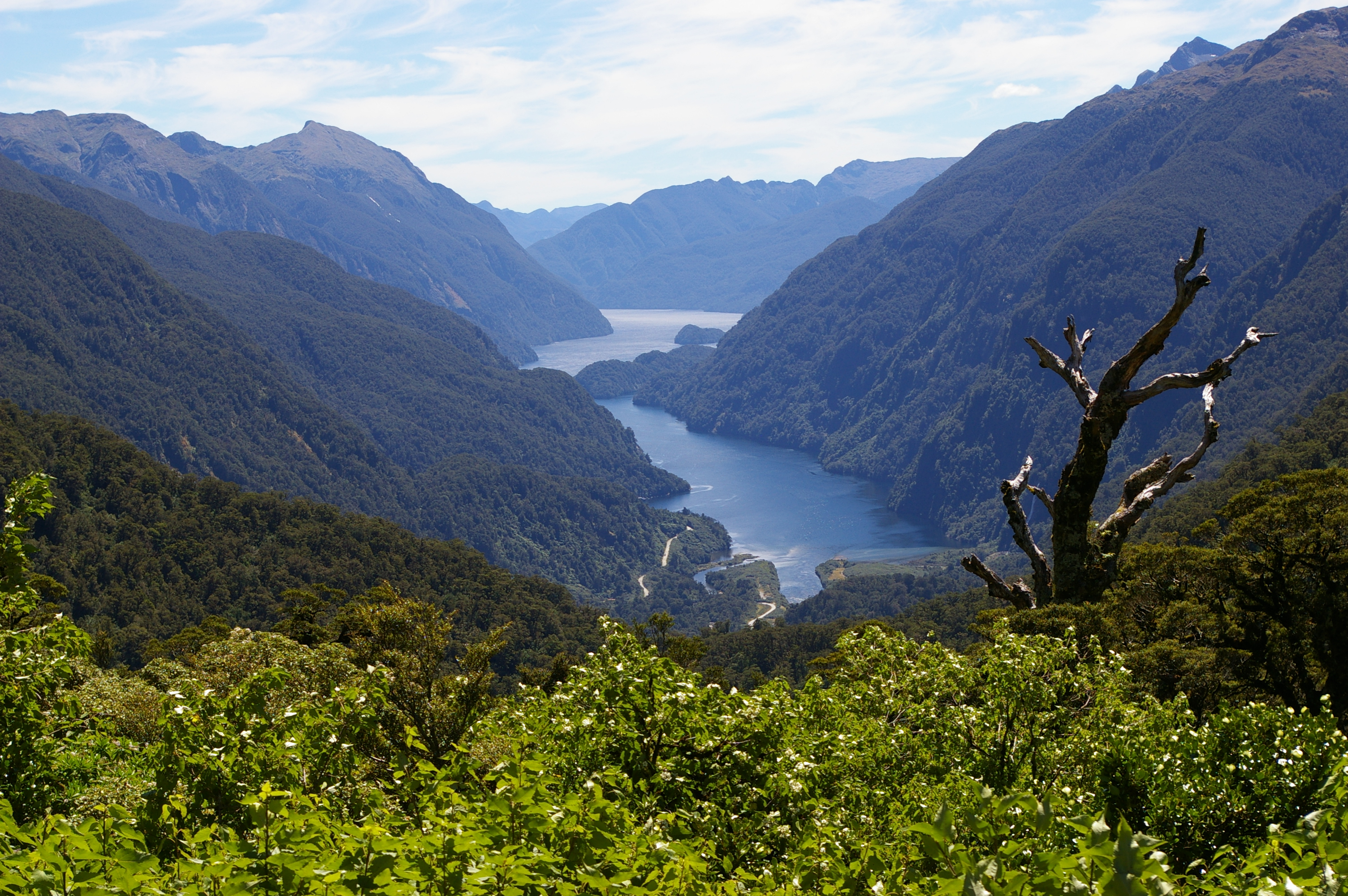
Doubtful Sound/Patea

Wie ganz Neuseeland liegt der Fiordland-Park auf dem Pazifischen Feuerring, einem der aktivsten tektonischen Gebiete der Erde. Die Entstehung des heutigen Fiordlands begann vor 500 Millionen Jahren, als Druck und Hitze unterhalb der Erdoberfläche Schiefer und Granit bildeten. Der Druck zwischen Australischer und Pazifischer Platte drückte sie über die Erdoberfläche. Durch wechselndes Klima, das wechselnde Wasserstände auslöste, befanden sie sich mal über der Wasserfläche, mal darunter, wo Kalkablagerungen Kalksteingebirge bildeten. Das Gebirge wird auch heute noch durch die Plattentektonik weiter nach oben gedrückt, während der in der Gegend vorherrschende Regen gleichzeitig für eine außergewöhnliche starke Erosion sorgt.
Während der Eiszeiten bildeten sich massive Gletscher, die tief in die Berge einschnitten und diese abschliffen. Dabei entstanden die 14 später vom Meerwasser gefüllten Fjorde, die bis zu 40 Kilometer ins Binnenland reichen. Darunter befinden sich Milford Sound/Piopiotahi, Doubtful Sound/Patea und Tamatea / Dusky Sound. Die sie direkt umgebenden Berge erreichen Höhen bis zu 2000 Meter.
Der Milford Sound/Piopiotahi ist als einziger Fjord über eine gute Straßenverbindung erreichbar. Besonders bekannt ist der Mitre Peak, ein Berg mit 1692 Metern Höhe, der direkt an der tiefsten Stelle des Fjords mit 265 Metern liegt. Gut zugänglich ist auch der Doubtful Sound/Patea, mit 40 Kilometern der längste und mit 421 Metern Wassertiefe auch der tiefste Fjord. Hier befinden sich auch die Browne-Falls-Wasserfälle mit etwa 600 Metern Fallhöhe.
Bergketten, die in Fiordland liegen, sind die Darran Mountains, die Kepler Mountains und die Murchison Mountains. Die höchsten Erhebungen im Park reichen bis zu den 2723 Metern des Mount Tutoko. Die Berge sind dabei auch von Gletschern geformt worden. Oft stehen einzelne massive Berge fast 2000 Meter über den angrenzenden Tälern. Im südlichen Waitutu-Gebiet befindet sich eine Terrassenlandschaft, in der auf insgesamt zehn Terrassen Gesteinsformen aus 600.000 Jahren sichtbar sind.
Im Binnenland gibt es zahlreiche glaziale Seen, darunter Lake Te Anau, Lake Manapouri, Lake Monowai, Lake Hauroko und Lake Poteriteri. Lake Hauroko ist dabei mit 462 Metern Tiefe der tiefste und der von den Cathedral Mountains eingeschlossene Lake Manapouri mit 444 Metern Tiefe der zweittiefste See Neuseelands. Lake Te Anau besitzt mit 344 km² die zweitgrößte Oberfläche unter den neuseeländischen Seen. Große Seen wie der Lake Te Anau oder der Lake Manapouri liegen in etwa 200 Meter Höhe, ihr Grund befindet sich also etwa 200 Meter unterhalb des Meeresspiegels.
Die Entstehungsgeschichte Fiordlands sorgte ebenso dafür, dass zahlreiche Wasserfälle entstanden sind, darunter die Sutherland Falls und die Browne Falls, die beide über 500 Meter tief fallen. Während der Regenfälle bilden sich oft spontan Wasserfälle an den vielen Kliffs, die auch mehrere hundert Meter Höhe erreichen können, nach dem Regen aber wieder verschwinden.

### Klima
Fiordland hat ein stark ozeanisch geprägtes, gemäßigtes Klima. Die Durchschnittstemperaturen auf Meereshöhe reichen von fünf Grad im Juni/Juli bis hin zu 23 Grad im Januar. An über 200 Tagen im Jahr regnet es. Der Regen ist dabei gleichmäßig über das Jahr verteilt. Westlich der Berge sind starke Föhn-Winde häufig. Das Wetter wird nachhaltig von den Westwinden der Roaring Forties beeinflusst. Durch die Winde der Westwindzone, die Wasser über der Tasmansee aufnehmen und über den Bergketten der Neuseeländischen Alpen wieder abregnen lassen (Steigungsregen), kommt es auf der Westseite der Berge zu den stärksten Regenfällen der Erde. Im Milford Sound/Piopiotahi fallen etwa 8000 mm Regen pro Jahr. In Te Anau liegt die Regenmenge noch bei 1200 mm. Zum Vergleich: In Berlin fallen durchschnittlich 600 mm, in London knapp 800 mm Niederschläge im Jahr.

## Flora und Fauna
Flora und Fauna hängen in Fiordland von der Höhenlage und von der Regenmenge ab. Letztere ist westlich der Gipfel größer als östlich von ihnen. Die gesamte Landfauna und -flora ist durch die Hochgebirge geprägt. In den Fjorden selbst existiert eine reichhaltige marine Lebenswelt.
Verschiedene Neozoen sind im Park vorhanden, werden jedoch hartnäckig bekämpft. Besonders Wapitis sind durch professionelle Jäger mit Hubschraubern fast vertrieben, Kleinsäuger wie Ratten oder Kusus machen es den Jägern allerdings schwerer. Einige Inseln vor der Küste sind völlig Neozoen-frei, was Naturschützer nutzen, um gefährdete, heimische Arten dorthin auszusiedeln.

### Flora

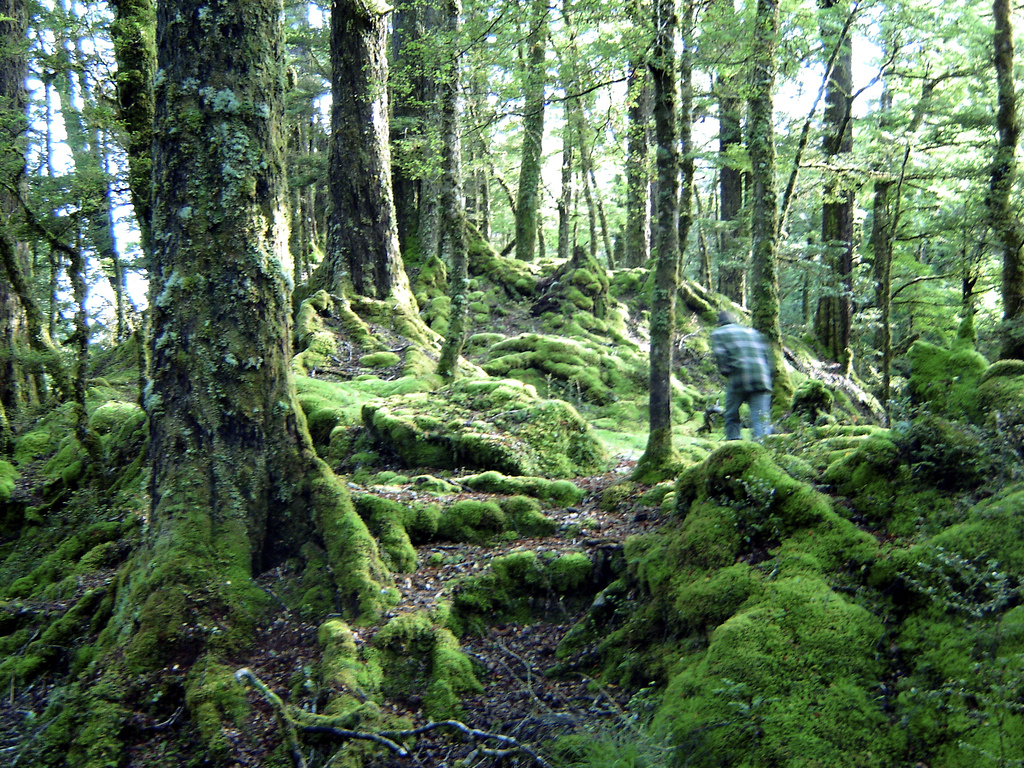
Wald bei Te Anau, dem trockensten Teil Fiordlands

Aufgrund der immensen Niederschläge verfügt Fiordland über eine reichhaltige immergrüne Flora, von der etwa 700 Arten weltweit ausschließlich in Fiordland vorkommen; davon sind 24 Arten an die Gebirge angepasste (alpine) Pflanzen. Oft steht diese aber nur auf einer dünnen, fruchtbaren Erdschicht über den Berghängen, sodass häufig Baum- und Gerölllawinen niedergehen. Aufgrund dieser Lawinen liegt die Baumgrenze bereits in 1000 Metern Höhe.
Westlich der Gipfelketten wächst ein gemäßigter Regenwald mit einem reichhaltigen Unterholz aus Moosen, Farnen, Flechten und Sträuchern. Die auffallendste Vegetationsform darin sind Scheinbuchen, von denen im Park Exemplare mit einem Alter von bis zu 800 Jahren vorkommen. Sehr häufig, besonders in den unteren Höhenlagen, ist die Silberne Scheinbuche. Die Rote Scheinbuche steht oft in den Tälern, dominant im Eglington Valley, während die Schwarze Berg-Südbuche in größeren Höhenlagen vorkommt.

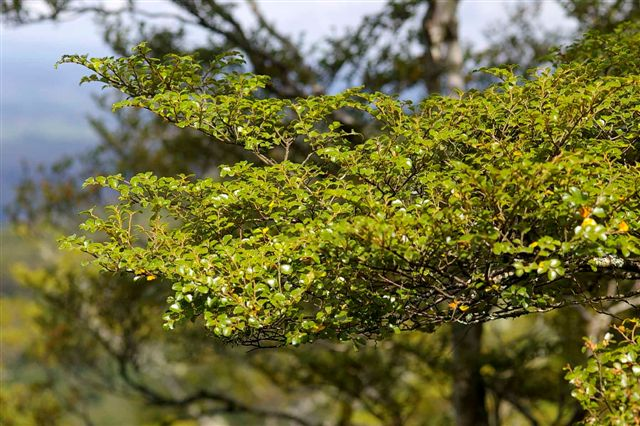
Silberne Scheinbuche

Im Waitutu Forest im Süden des Parks wachsen ebenfalls Scheinbuchen, die oft von den Steineibengewächsen Miro (Prumnopitys ferruginea), Rimu (Dacrydium cupressinum) und Totara (Podocarpus totara) umgeben sind. Insgesamt kommen im Park 14 verschiedene Steineibenarten vor.
Oberhalb der Baumgrenze bis hin zur Schneegrenze dominieren Schneegräser zusammen mit montanen Arten der Gänseblümchen, des Hahnenfuß, insbesondere Ranunculus lyallii, die weltweit größte Hahnenfuß-Art, und anderen Kräutern.
Der Park umfasst mehrere Sümpfe und Moore mit entsprechender Vegetation. Geröllfelder, die durch Gletscher entstanden sind, sind oft von Moosen der Grimmiaceae-Familie bewachsen.

### Fauna

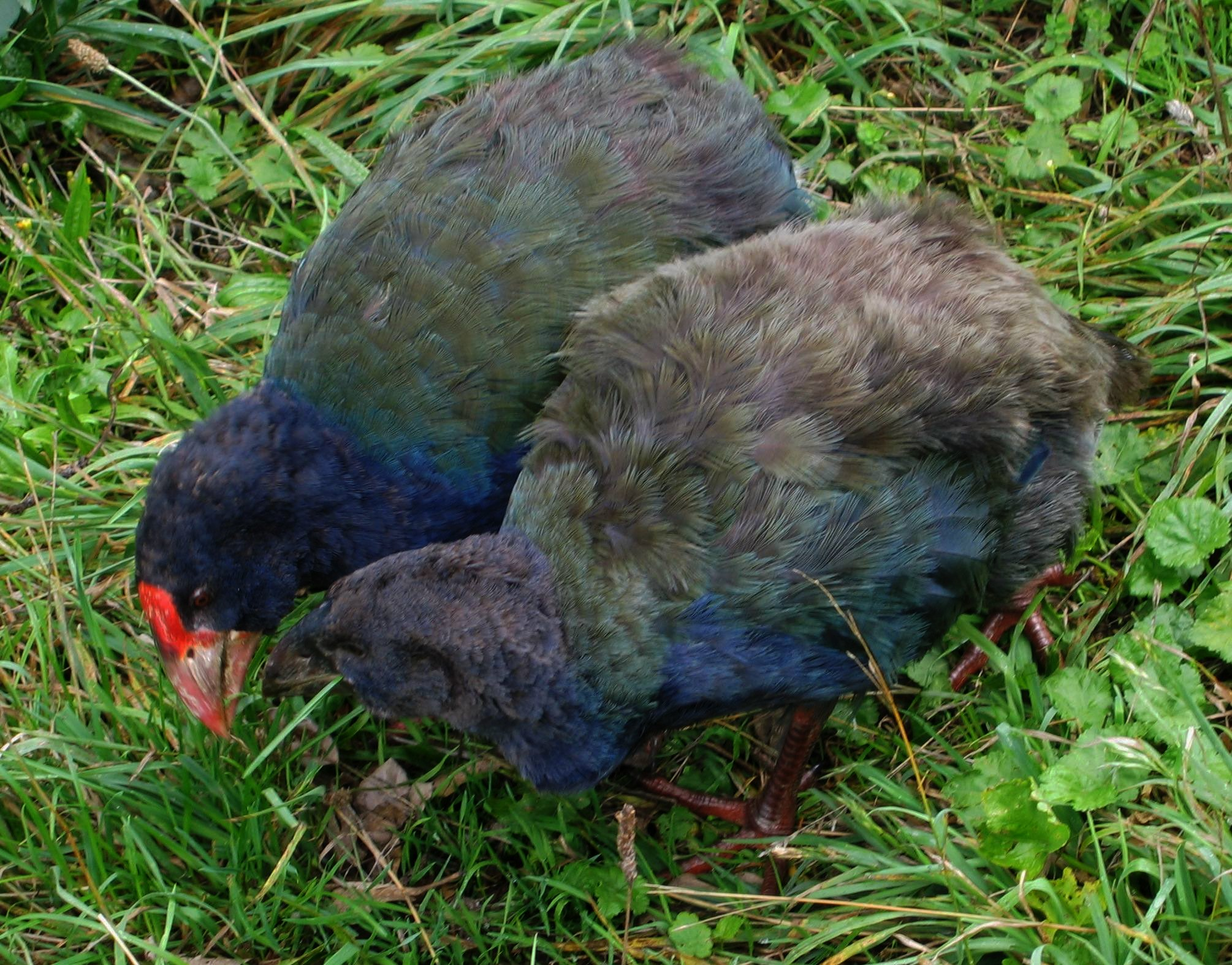
Zwei von etwa 250 Takahe weltweit

### Einheimische Landfauna
Neben den beiden endemischen Fledermausarten, der Neuseeland-Lappenfledermaus und der Kleine Neuseelandfledermaus, besitzt ganz Neuseeland (und auch Fiordland) keine weiteren einheimischen Landsäuger; ihre Stelle im Ökosystem nehmen oft Vögel ein. Endemisch ist unter anderem der Südinseltakahe, der seit 1898 als ausgestorben galt, bis er 1948 in Fiordland wiederentdeckt wurde. Die Takahes leben in den Murchinson Mountains. Nachdem der Bestand von 250 bis 500 Exemplaren in den 1950er Jahren auf etwa 120 Tiere im Jahr 1981 abgesunken war, scheint er sich heute bei einer Population von 160 bis 170 Takahes einzupendeln. Der einzige flugunfähige Papagei der Welt, der Kakapo, hatte sein letztes Rückzugsgebiet im Fiordland, wurde aber mittlerweile auf Inseln vor der Küste umgesiedelt, um ihn vor eingeführten Katzen, Ratten etc. zu schützen. Im Parkgebiet selbst ist er wahrscheinlich ausgestorben. In Fiordland wie in den ganzen Neuseeländischen Alpen lebt auch der einzige alpine Papagei, der Kea. Auch der ebenfalls vom Aussterben bedrohte Mohua lebt vor allem im Fiordland.

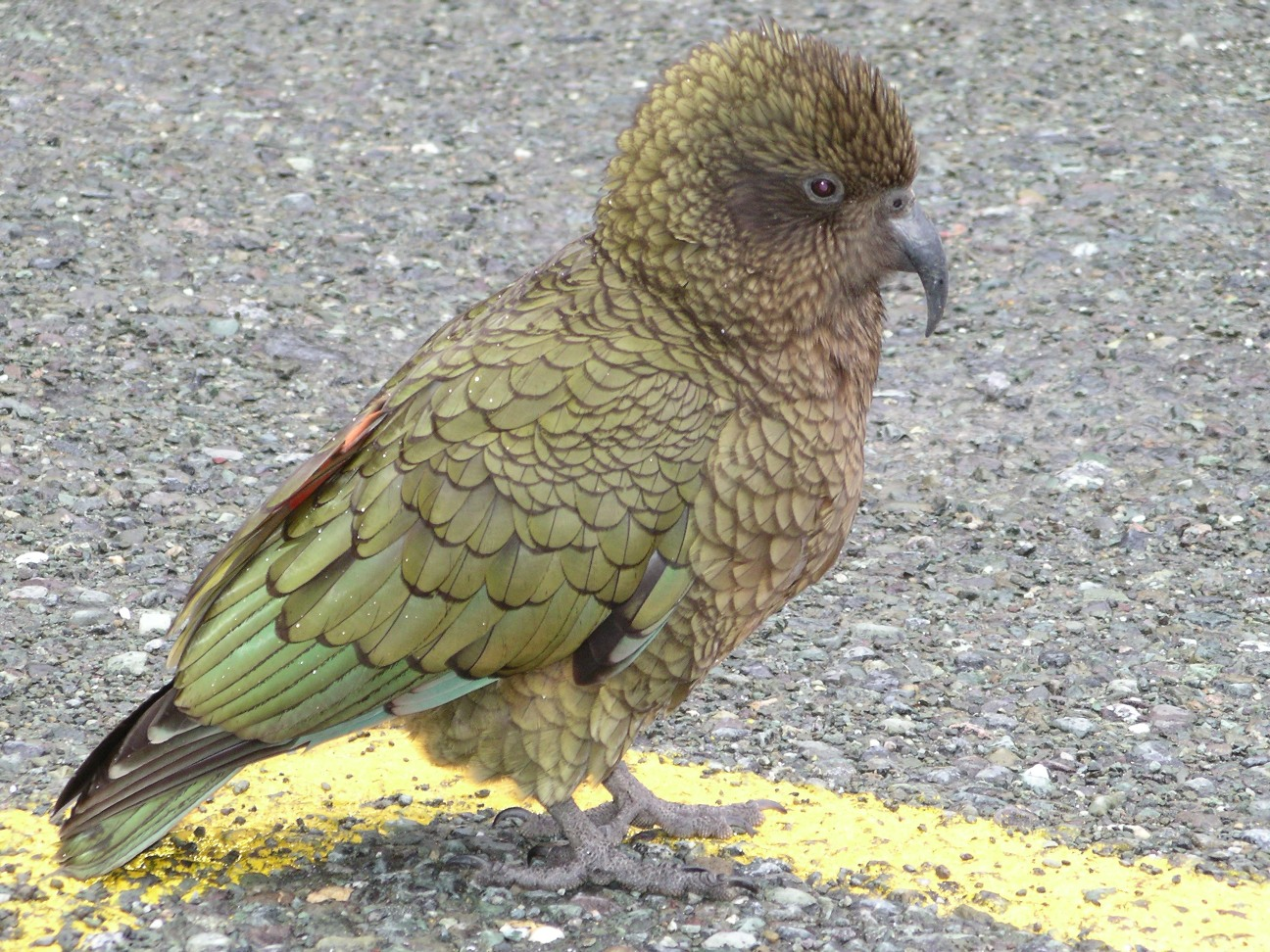
Kea auf der Milford Road

Die Gegend hat die größte Ansammlung an Waldvögeln Neuseelands, dazu gehören der Haastkiwi und der Streifenkiwi, der Felsenstummelschwanz und der Grünstummelschwanz aus der Familie der Maorischlüpfer. In den dichten Wäldern lebt der Springsittich. Zu den nur in Neuseeland vorkommenden Vögeln, die auch in Fiordland leben, zählen die Saumschnabelente, Schiefschnabel und die Wekaralle, ebenso wie Südliche Lappenstar und Gelbkopfschnäpper. Aucklandschnabelente und Saumschnabelente profitieren von den reichhaltigen Seen und Flüssen der Region.
Fiordland beherbergt etwa 3000 Insektenarten, von denen geschätzte 10 Prozent nur im Park vorkommen. Oft bleiben diese aber verborgen, einzig Raubfliegen fallen schnell und unmittelbar auf. Die Te-Ana-au-Höhlen sind besonders durch ihre große Population an sogenannten glowworms (Arachnocampa luminosa, nicht zu verwechseln mit den deutschen Glühwürmchen) bekannt. Der Park beherbergt etwa 700 Mottenarten, davon 35 endemisch. Etwa 25 Arten der Schneckengattung Powelliphanta sind im Park bekannt. Einziges bekanntes Reptil ist der Fiordland-Skink (Oligosoma acrinasum).

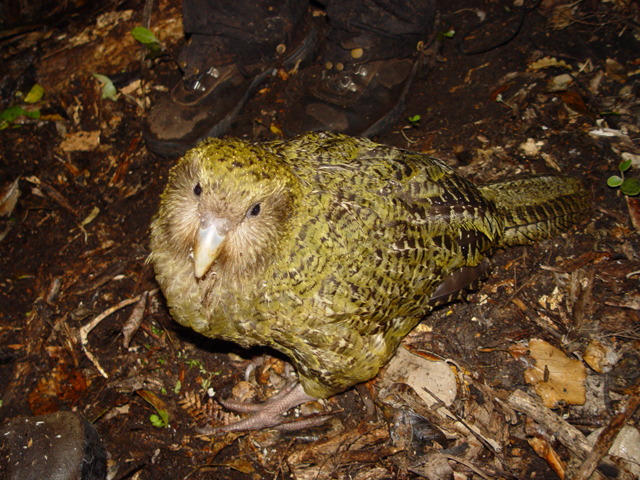
Kakapo

### Neozoen
Anfang des 20. Jahrhunderts setzen Siedler europäische Rothirsche und Wapitis frei, primär, um sie danach jagen zu können. Die Tiere verbreiteten sich und waren in den 1930er Jahren zu größeren Populationen angewachsen. Sie hatten bis in die 1960er Jahre hinein die Fauna der Grasländer Fiordlands maßgeblich verändert, so dass sie eine Gefahr für das Habitat der flugunfähigen Vögel wurden. Seit den frühen 1970er Jahren werden sie aber von professionellen Jägern intensiv aus Hubschraubern heraus bejagt, die einen großen Teil des erjagten Fleischs nach Deutschland verkauften. Der Bestand der Tiere ging um etwa 80 Prozent zurück. Seit Mitte der 1980er Jahre können die Tiere auf einem niedrigen Bestandslevel gehalten werden. Da die fehlenden Tiere zu einem Rückgang der kommerziellen Jagd führten, haben sich die Bestände in den letzten Jahren wieder etwas erhöht. Das Department of Conservation ermuntert aber Freizeitjäger. Im Park leben noch Ratten, Fuchskusus und Hermeline, die mit Fallen bejagt werden. Etwa 30 Prozent des Parks sind noch Kusu-frei, womit diese Teile des Nationalparks die einzigen Regionen Neuseelands sind, in denen keine Kusus vorkommen.
Umweltschützer befürchten aber, dass sie sich im Laufe der Zeit über den ganzen Park verbreiten werden. Dieselbe unwegsame Landschaft, die die ursprüngliche Natur vor den Menschen schützte, schützt auch die Räuber vor den Naturschützern.
1910 wurden zehn Elche an den Ufern des Tamatea / Dusky Sound in Fiordland ausgesetzt. Die letzte bestätigte Sichtung eines Elchs in Fiordland war 1952, eine großangelegte Suchaktion 1972 konnte Hinweise auf eine bestehende Elchpopulation finden, es gelang jedoch keine Sichtung. Die Population gilt als ausgestorben, jedoch kommt es immer wieder zu unbestätigten Sichtungen. Zu Beginn des 21. Jahrhunderts wurden mehrmals Elchhaare in Fiordland entdeckt.
In den Seen und Flüssen leben einheimische Aale sowie später eingeführte Forellen, Regenbogenforellen und Atlantische Lachse.

### In den Fjorden
In den Fjorden leben unter anderem Robben und Pinguine. Der Dickschnabelpinguin ist an der neuseeländischen Südküste endemisch, wo etwa 1000 bis 2000 Brutpaare leben. Die größten Paarungsgründe der Neuseeländischen Seebären liegen vor Fiordland. Nachdem sie im 19. Jahrhundert durch professionelle Jagd beinahe ausgerottet wurden, liegt ihre Zahl im Südwesten Neuseelands heute bei etwa 50.000 Exemplaren. Im Doubtful Sound/Patea lebt eine Kolonie Großer Tümmler.

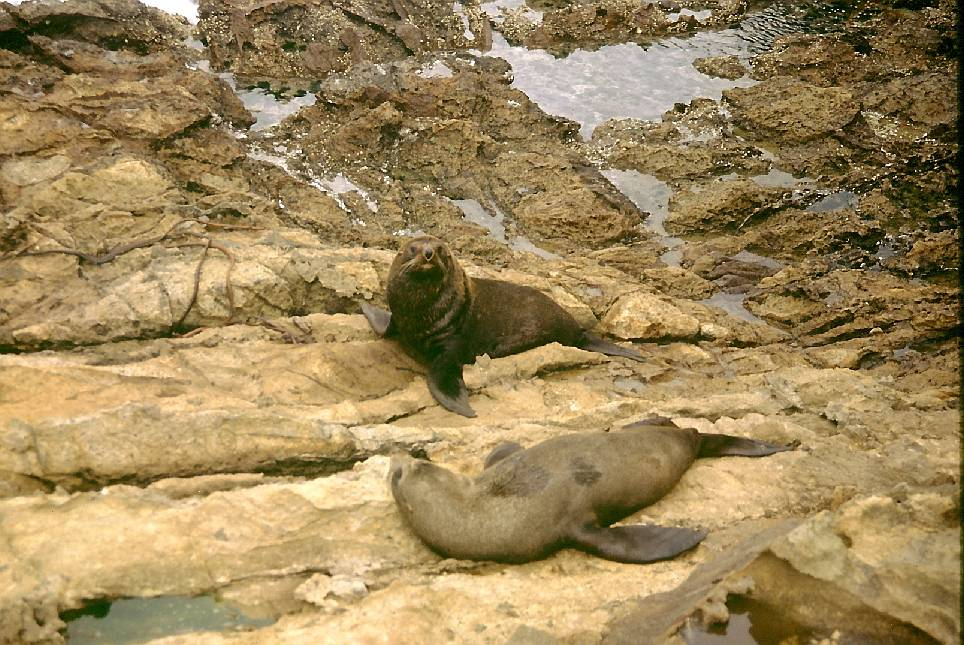
Neuseeländischer Seebär

Durch die exzessiven Regenfälle bildet das wärmere Niederschlagswasser seiner geringeren Dichte wegen auf der Oberfläche der Fjorde eine bis zu 40 Meter hohe Süßwasserschicht. Da Süßwasser und Salzwasser einen unterschiedlichen Brechungsindex haben, wird an ihrer Grenzfläche ein Großteil des einfallenden Lichtes reflektiert, sodass in den bis zu 450 Meter tiefen Fjorden teilweise Dunkelheit liebende Tiefseefische leben und andere Fischarten sich wesentlich näher an Wasseroberfläche aufhalten als in anderen Gegenden der Erde. Da das Niederschlagswasser  deutlich wärmer ist als das Seewasser, kommen hier Fischarten und weitere Lebewesen vor, die anderen Orts in dieser geografischen Breite nicht leben können.
Genannt seien nur subtropische Schwämme, Muscheln und Korallen, darunter die weltgrößte Kolonie der Schwarzen Koralle. In den Fjorden häufig sind die Armfüßer (Brachiopoda), ein seit 570 Millionen Jahren existierender Tierstamm, der im Devon seinen größten Artenreichtum hatte.

## Park und Mensch

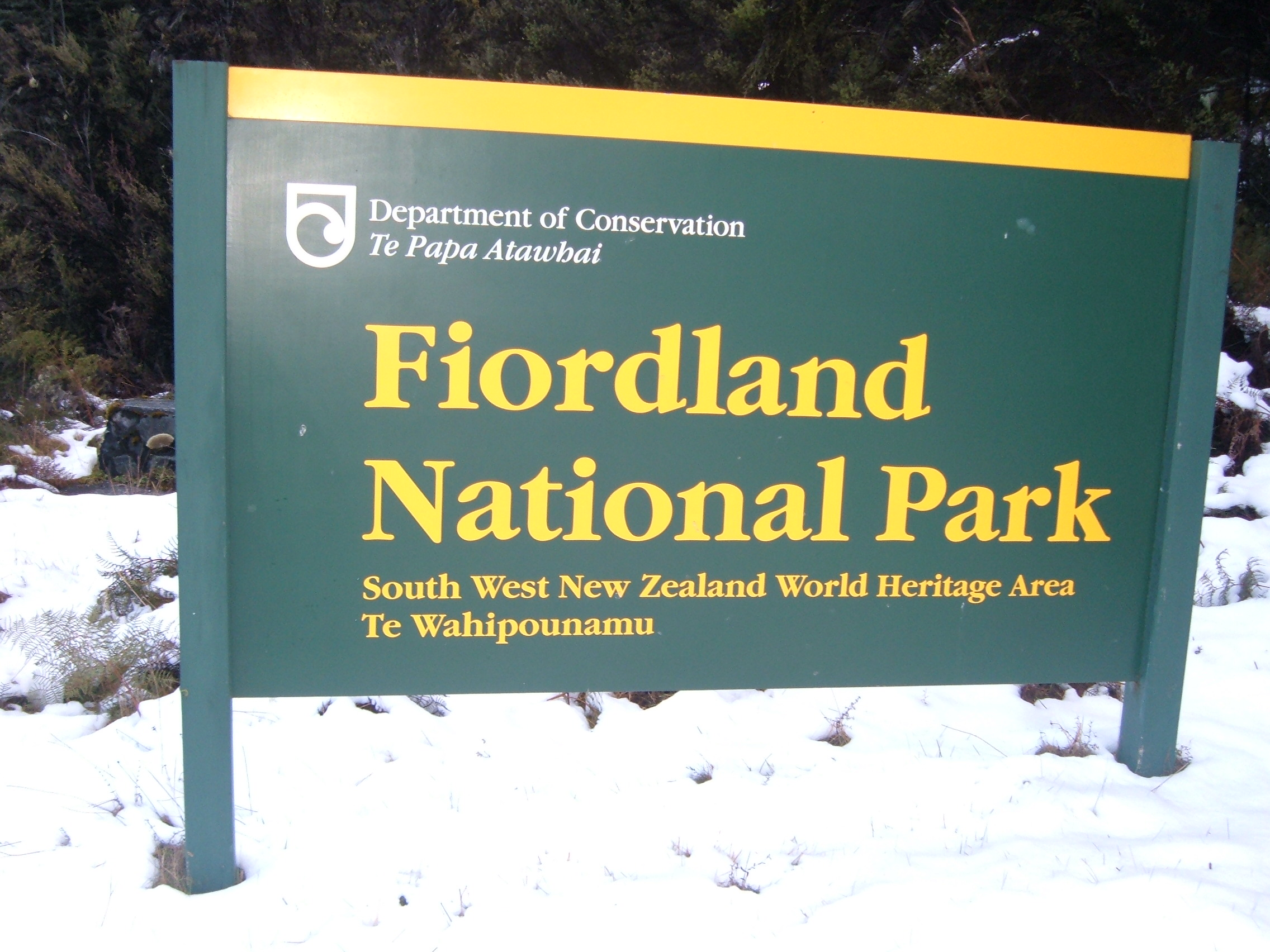
Nationalparkschild

Fast die gesamte Fläche des Parks ist Staatseigentum Neuseelands; der Nationalpark wird vom neuseeländischen Department of Conservation verwaltet. Die Vertretung der zu den Māori gehörenden Ngāi Tahu, das Ngai Tahu Maori Trust Board, beansprucht das Land vor dem Waitangi Tribunal.
Fiordland liegt in der am dünnsten besiedelten Region Neuseelands. Eine der größten Städte ist Te Anau mit etwa 2000 Einwohnern. Sie ist mit zirka 4000 Fremdenbetten Zentrum des Tourismus und verfügt über Restaurants und Läden, die für Touristen ausgestattet sind. Neben dem Tourismus zählen einzelne landwirtschaftliche Betriebe, kleine Minen und einzelne Fischerboote im Milford und Doubtful Sound/Patea zu den nennenswerten ökonomischen Aktivitäten. Zum größten Teil ist der Landstrich jedoch kaum erschlossene Wildnis.
Das 1240 km² große Glaisnock im nördlichen Teil des Parks ist als Wilderness Area ausgewiesen und darf nicht betreten werden. Große Teile im südwestlichen Park sind zwar offiziell für Menschen offen, aber so schwer zugänglich, dass es sich bei ihnen faktisch auch um Wilderness Areas handelt. Bis in die 1970er Jahre hinein galten einzelne Täler immer noch als völlig unerforscht.

### Geschichte
Fiordland gehörte einst wie der größte Teil der Südinsel zum Gebiet der Ngai Tahu, einem Iwi der Māori. Sie nutzten Fiordland zum Jagen, Fischen und um Jade zu sammeln. Ob sie hier auch Siedlungen anlegten, ist nach derzeitigem Forschungsstand unsicher. Als die Europäer die Gegend entdeckten, bestanden keine Māori-Siedlungen im Fiordland.
Der erste Europäer, der das Land im Dezember 1642 sah, war der niederländische Entdecker Abel Tasman. Die ersten, die das Gebiet planvoll erforschten, waren die Expeditionsteilnehmer, die unter James Cook einen Monat im Tamatea / Dusky Sound verbrachten. Weitere Forscher folgten; der Spanier Alessandro Malaspina fertigte als erster Zeichnungen an, welche der Öffentlichkeit die Landschaft und die Natur Fiordlands nahebrachten.
Malaspinas Zeichnungen lockten Walfänger und Robbenjäger an, die erste Siedlungen bauten. Die kommerzielle Robbenjagd begann 1792 und bereits 1820 war die Zahl der Robben auf einen Stand gesunken, der eine weitere Jagd wirtschaftlich nicht mehr sinnvoll erscheinen ließ. Die Landschaft Fiordlands bot den letzten Robben hinreichenden Schutz, um die Jagd zu teuer und riskant erscheinen zu lassen, die Robbenfänger selbst zogen auf die subantarktischen Inseln weiter, wo sie größere Populationen einfacher bejagen konnten. Walfänger, die Fiordland nur als Ausgangsbasis für weitere Fahrten benutzten, blieben länger.
Erst Mitte des 19. Jahrhunderts wurde die Erforschung des Binnenlandes fortgesetzt. Anfang der 1860er Jahre brach nach Goldfunden ein kleiner Boom über die Gegend hinein. Die daraufhin gegründeten Siedlungen in Fiordland hielten sich nicht lange. Weitere Versuche, im oder mit dem Fiordland Geld zu verdienen und sich dort dauerhaft niederzulassen, scheiterten aufgrund der besiedlungsfeindlichen Natur. 1875 stellte die britische Regierung die letzten Robbenpopulationen unter Schutz. Im Jahr 1904 wurden zusätzlich 9000 km² des Gebietes unter Schutz gestellt. 1910 wurden zehn Elche im Park ausgesetzt, diese starben aber wieder aus. Seit 1990 ist der Park zusammen mit drei weiteren als Te Wahipounamu Teil des Welterbes der UNESCO. 1992 schlug die neuseeländische Regierung ihm größere Teile des Waitutu-Gebiets zu. Seit 2004 sind auch zwei kleinere Areale vor der Küste als Marine Conservatories geschützt.

### Verkehr

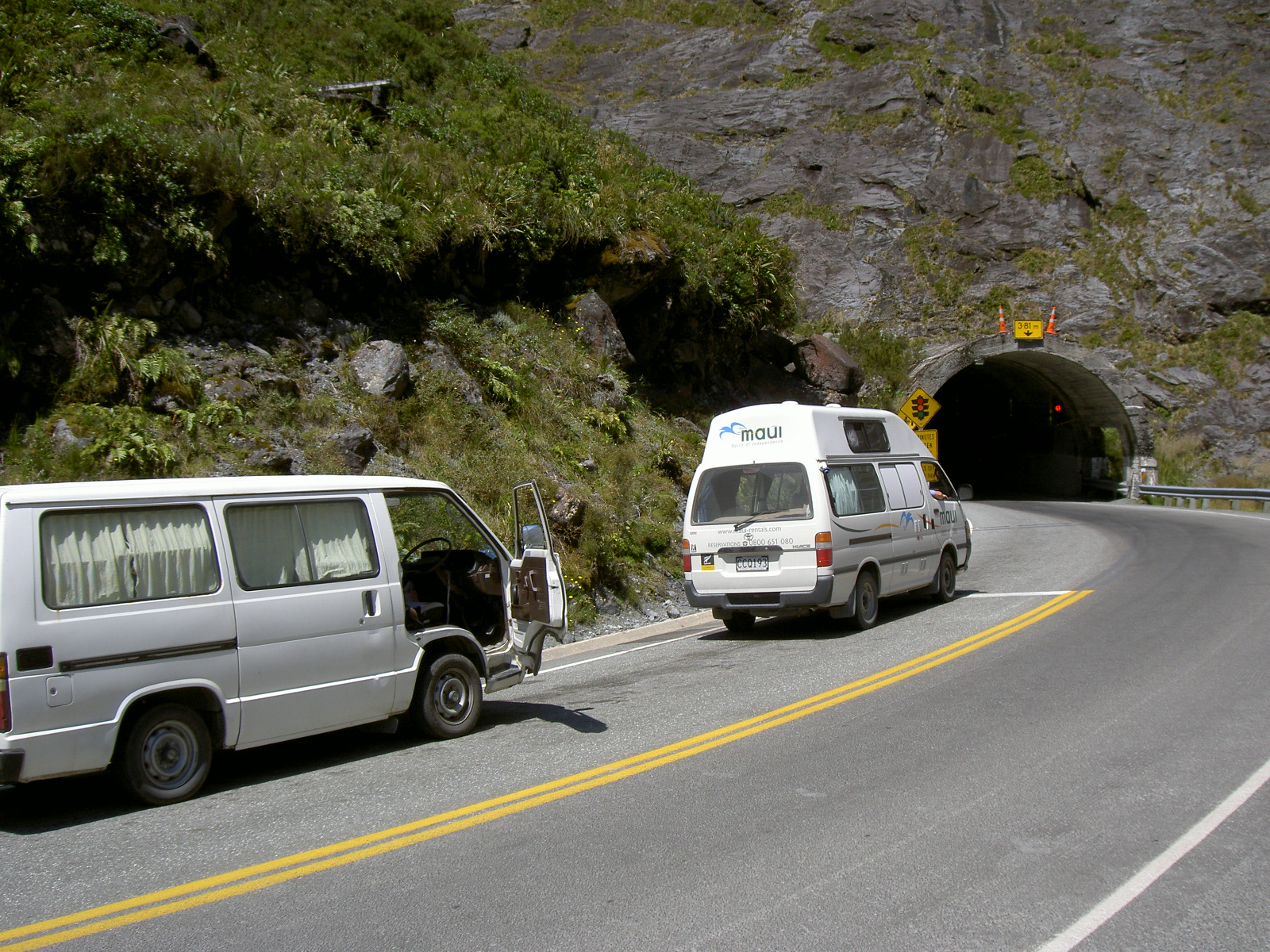
Homer Tunnel, Teil der Milford Road

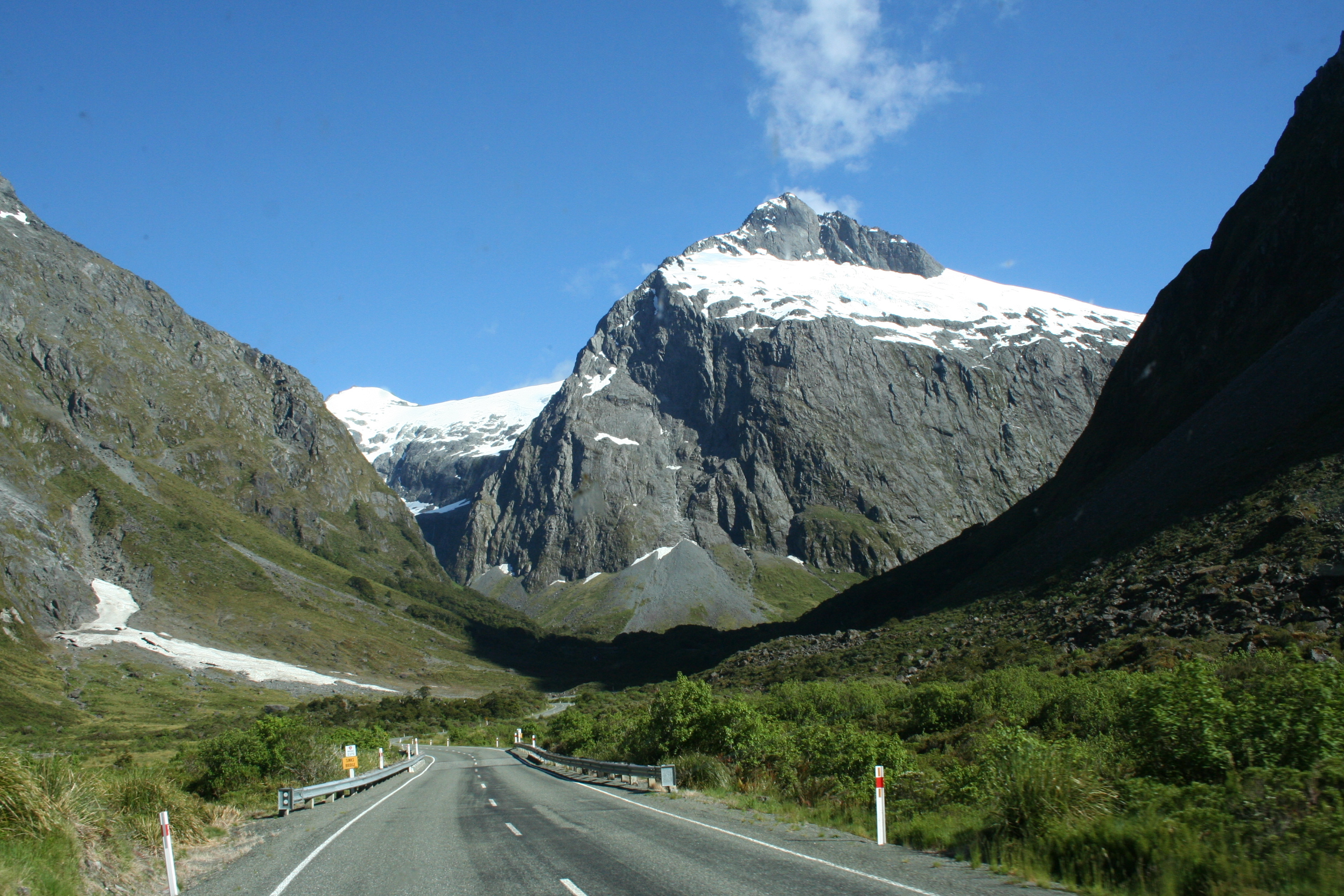
Typischer Abschnitt der Milford Sound Road

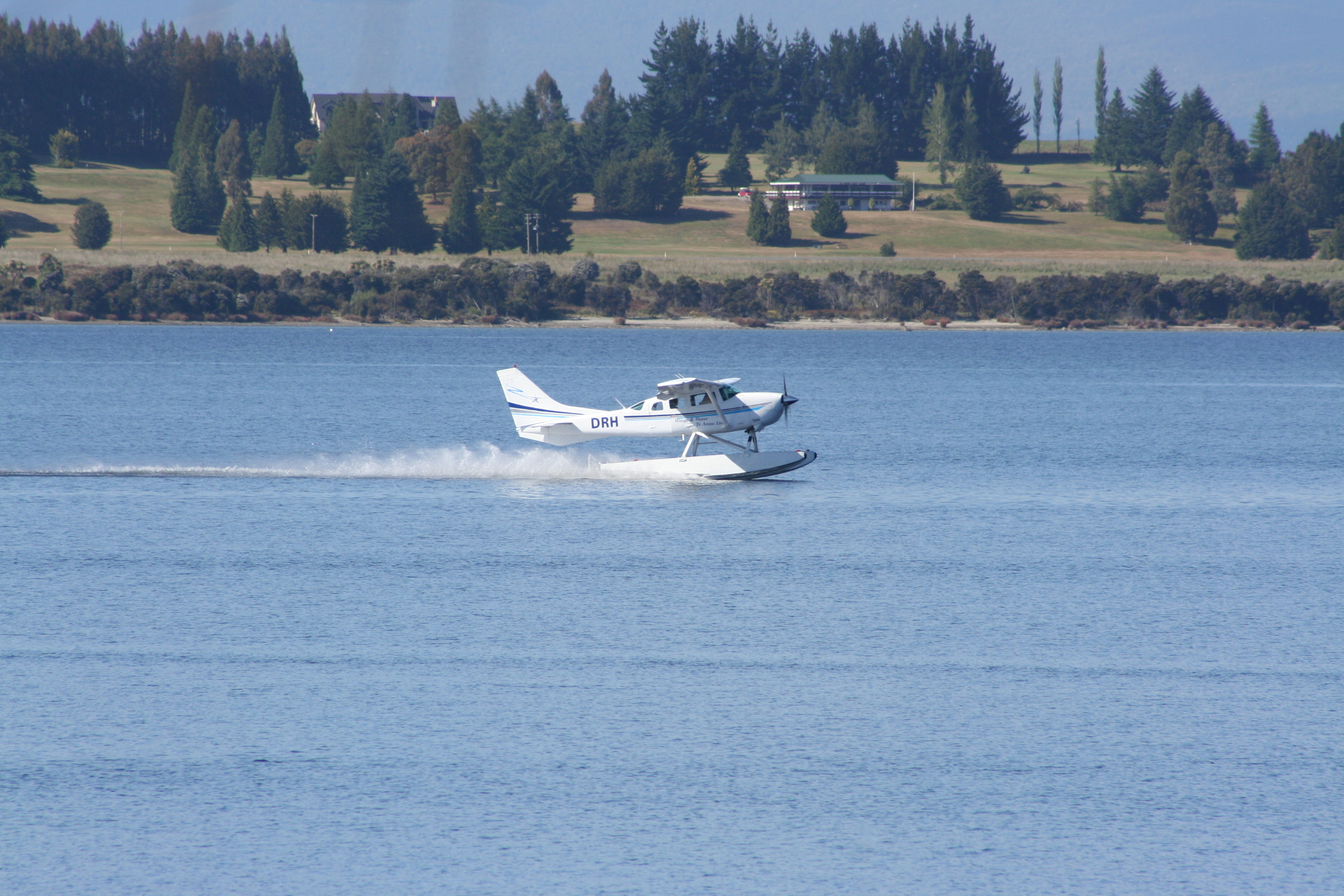
Wassertaxi am Lake Te Anau

Der einzige Straßenzugang in den Nationalpark führt über den New Zealand State Highway 94, der von Invercargill aus an Te Anau vorbeiläuft und direkt dahinter die Parkgrenze überschreitet. Die 120 Kilometer lange Straße, die Milford Sound Road, von Te Anau führt an der Quelle des Eglinton River in den Park, um am Milford Sound/Piopiotahi zu enden. Die Straße ist wegen ihrer spektakulären alpinen Ausblicke berühmt und bietet zahlreiche Gelegenheiten zum Rasten oder zum Wandern. Die Straße entstand zwischen 1930 und 1952 im Rahmen eines Regierungsprojektes, das Arbeitslosen Beschäftigung bringen sollte. Es war durch zahlreiche Unfälle in der gefahrenträchtigen Wildnis geprägt.
Teil der Straße ist der 1270 Meter lange Homer Tunnel, der auf 945 Höhenmetern eine Steigung von 11 Prozent überwindet und bis zu seinem letzten Ausbau der weltweit längste Tunnel mit einer Schotteroberfläche war. Auf der Straße fahren in der Saison etwa 800 Fahrzeuge am Tag, davon 100 Touristenbusse.
Die Milford Sound Road ist im Winter stark lawinengefährdet. Bis in die 1970er Jahre hinein war sie in den Wintermonaten geschlossen, dann aber konnte die Lobbyarbeit der Tourismusindustrie eine ganzjährige Öffnung durchsetzen. Das letzte Todesopfer war ein Straßenarbeiter, der 1983 von einer Lawine verschüttet wurde. Eine Ampel, die vor dem Homer Tunnel den Verkehr aus beiden Richtungen regeln soll, ist nur in der Hochsaison in Betrieb. Das Risiko, beim Warten vor dem Tunnel Opfer einer Lawine zu werden, wird als größer angesehen, als bei ausgeschalteter Ampel im engen Tunnel in den Gegenverkehr zu geraten. Eine weitere wichtige Straße zweigt hinter Te Anau von der Milford Road ab und führt über Manapouri zum Doubtful Sound/Patea.
Eine weitere Straße verbindet den Doubtful Sound/Patea mit dem Lake Manapouri. Auf den großen Seen sind regelmäßig Wassertaxis unterwegs. Ferner gibt es größere Zahlen an privaten Segel- und Motorbooten. Die Fjorde sind oft besser über die Tasmansee erreichbar als über den Landweg. Zahlreiche Jachten und etwa 40 Kreuzfahrtschiffe fahren jährlich in die Fjorde, wobei aber nur ein kleinerer Teil anlegt. Im Park liegen fünf Landeflächen für landgebundene Kleinflugzeuge, wobei die am Milford Sound/Piopiotahi mit etwa 8500 Flugbewegungen pro Jahr die wichtigste ist. Wasserflugzeuge können auf den zahlreichen Seen und Fjorden landen.

### Tourismus

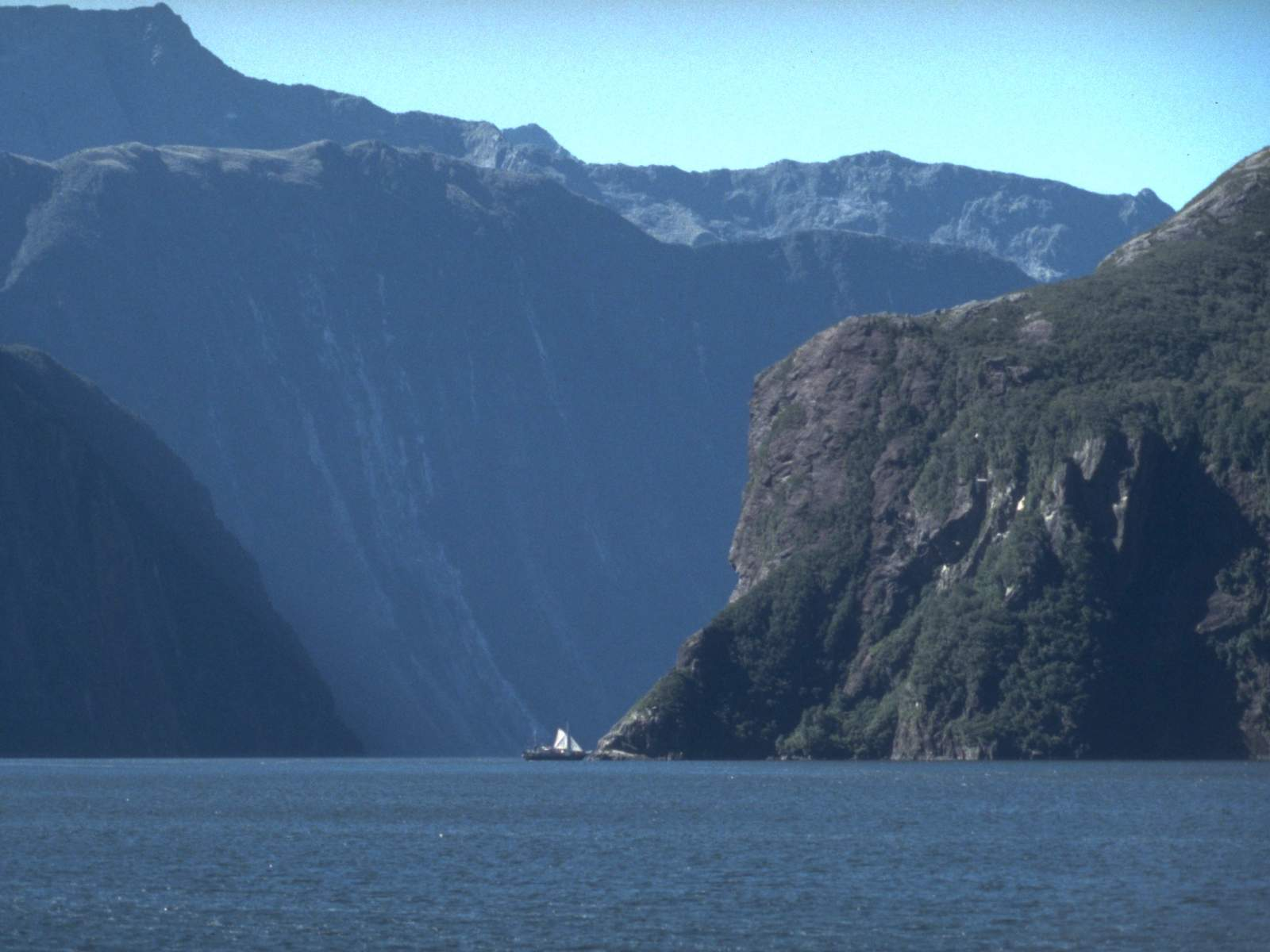
Segelboot auf dem Doubtful Sound/Patea

Den Fiordland-Park besuchen jährlich etwa eine halbe Million Menschen. Die Hauptsaison läuft von Oktober bis April, die meisten Besucher kommen jedoch im Januar und Februar. Das Hauptgebiet für den Tourismus ist der Nordwesten des Parks zwischen Te Anau und dem Milford Sound/Piopiotahi. Die größte Besuchergruppe stellen Tagestouristen aus Queenstown; der Anteil ausländischer Touristen ist hoch und steigt in den letzten Jahren.
Eine kleinere Straße führt südlich von Te Anau nach Manapouri. Innerhalb des Parks kann man wandern oder auf kommerzielle Helikopter- und Bootsdienste zurückgreifen. Kanu- und Kajakfahren ist in den erschlosseneren Gegenden weit verbreitet. Am Lake Te Anau und dem Lake Manapouri ist das Angeln ganzjährig möglich, weiterhin zumindest im Sommer an einigen Flüssen. Besonders die wild lebenden Forellenbestände spielen dabei eine wichtige Rolle. In den Fjorden haben sich diverse Tauchanbieter und am Milford Sound/Piopiotahi auch eine trocken zugängliche Unterwasserbeobachtungsstation und ein ziviles U-Boot mit Aussichtsmöglichkeiten etabliert.

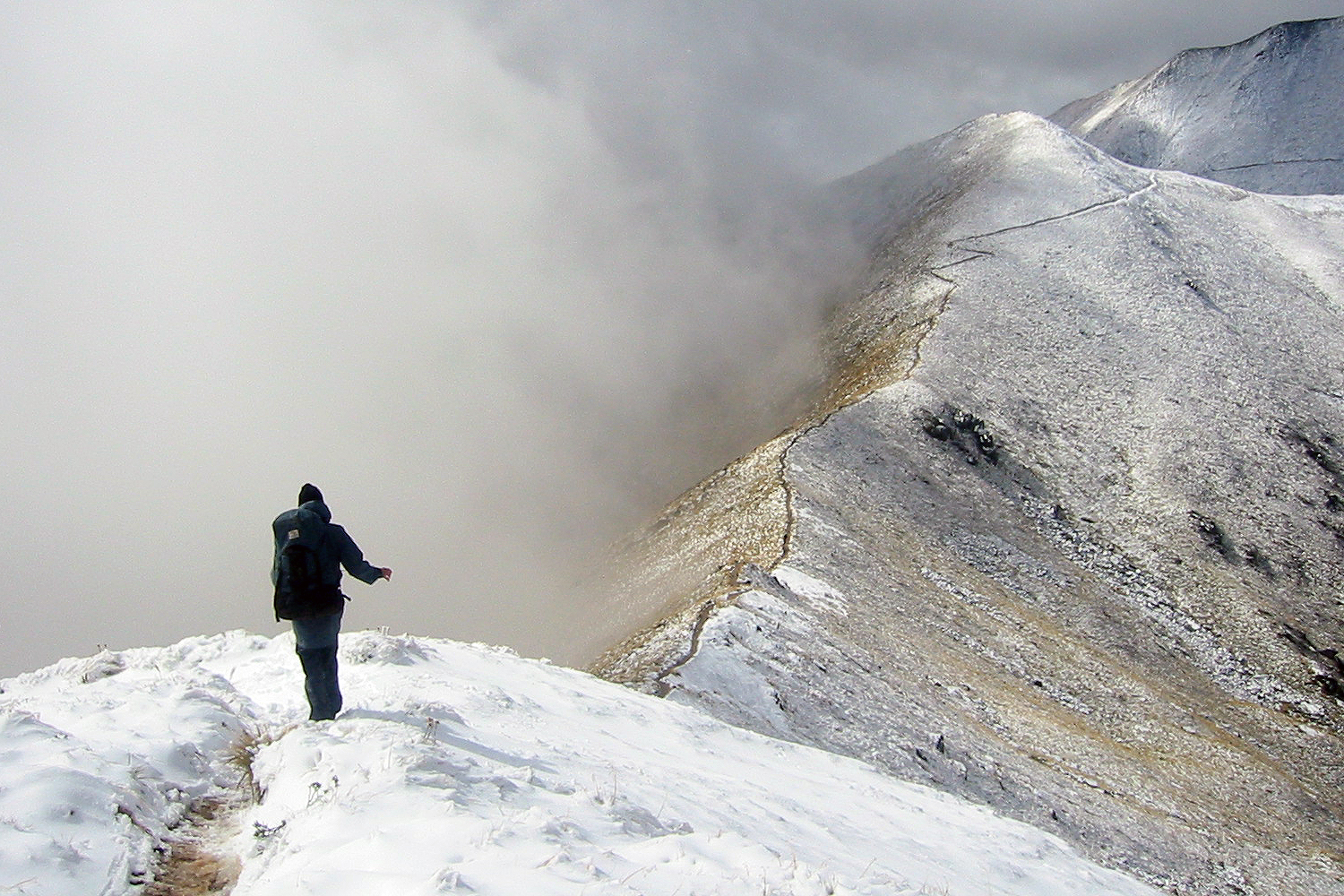
Wanderer auf dem Kepler Track

Der Park hat insgesamt 648 Kilometer Wanderwege. Zahlreiche kurze Wege gehen beispielsweise von der Straße nach Te Anau zum Milford Sound/Piopiotahi ab. Einige Tracks sind aber auch für Touren über mehrere Tage vorgesehen. Besonders die Great Walks, der Milford Track vom Lake Te Anau zum Milford Sound/Piopiotahi, der Routeburn Track und der Kepler Track sind international bekannt. Der Hollyford Track entlang des Hollyford River/Whakatipu Kā Tuka ist keiner der Great Walks, aber auch ein wichtiges Touristenziel. Zumindest längere Wanderungen über mehrere Tage sind dabei anspruchsvoll. Während der Saison sind die Wege gut ausgebaut, erfordern aber eine Anmeldung, außerhalb der Saison sind sie frei zugänglich, aber Brücken, Stege etc. sind oft abgebaut, um sie vor dem Winter zu schützen. Das Gelände ist äußerst steil, kaum erschlossen und der immense Regen macht Wege oft über Tage unpassierbar. In den Darran Mountains ist Bergsteigen möglich. Hier besteht allerdings die Gefahr, dass der Regen die oft mehrere hundert Meter hohen Steilwände in Wasserfälle verwandelt. Besonders die anspruchsvollen Wege ziehen ein internationales Publikum an, Umfragen des Department of Conservation haben ergeben, dass die Wanderer auf den Great Walks zu etwa zwei Dritteln aus dem Ausland stammen.
In den Herr-der-Ringe-Filmen ist die Landschaft des Parks zu sehen. Die Szene am Ende des ersten Films, in der sich die Gefolgschaft trennt, drehte das Team in der Umgebung des Milford Sound/Piopiotahi; während Frodo, Sam und Gollum im zweiten Teil durch die Totensümpfe ziehen, ist die Landschaft um Te Anau zu sehen.

### Industrie

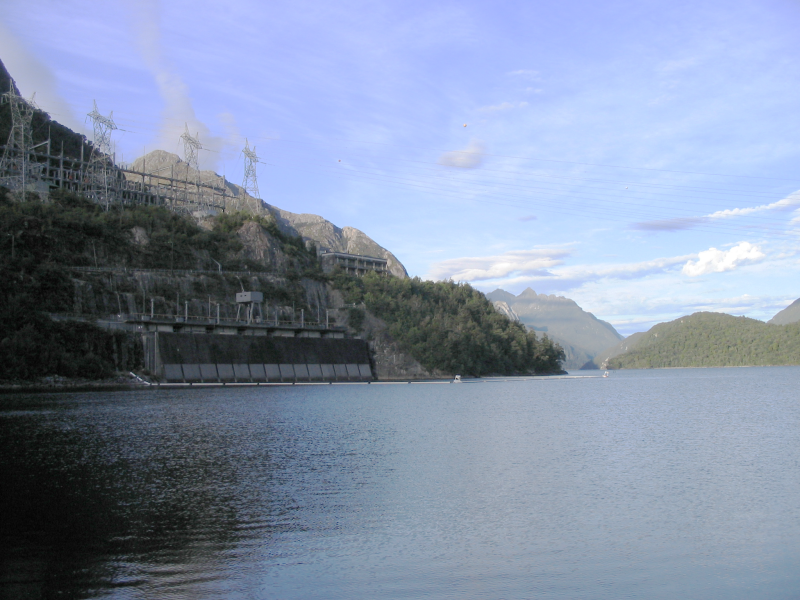
Manapouri-Kraftwerk

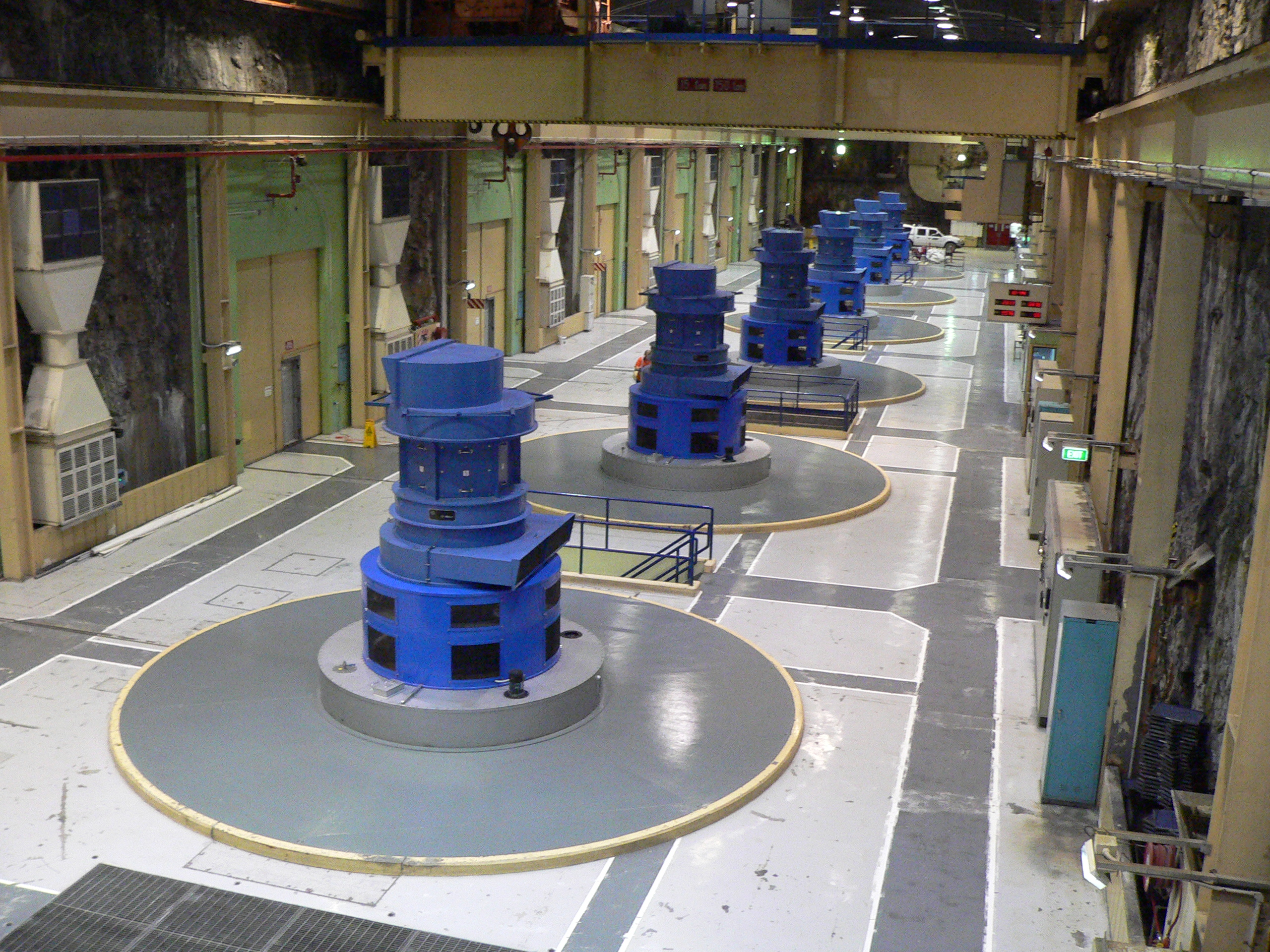
Manapouri Power Station – Turbinenhalle

In den 1960er Jahren fand in Fiordland eine der größten Naturschutzdebatten statt, als Consolidated Zinc (später Comalco) ein Wasserkraftwerk bauen und dafür den Wasserstand des Lake Manapouri um 24 Meter anheben und so Lake Manapouri und Lake Te Anau zusammenschließen wollte. Die Gegenbewegung erfasste ganz Neuseeland, eine Unterschriftenliste der Royal Forest and Bird Protection Society gegen das Projekt hatten letztendlich 264.907 Neuseeländer, etwa jeder zehnte Einwohner des Landes, unterschrieben. Die Labour Party gewann die Wahl 1970 unter anderem deshalb, weil sie sich im Wahlkampf klar gegen das Projekt aussprach. Das Kavernenkraftwerk Manapouri Power Station entstand; der Wasserstand des Sees wurde aber nicht angehoben. Das 200 Meter tief in den Berg gebaute Kraftwerk der Meridian Energy Unlimited ist Neuseelands stärkstes Wasserkraftwerk. Es leitet Wasser vom Lake Manapouri unterirdisch in den Doubtful Sound/Patea auf Meereshöhe und nutzt die dabei entstehende Energie. Der größte Teil davon wird benötigt, um ein Aluminiumwerk bei Bluff etwa 160 Kilometer südöstlich des Sees zu betreiben.